# 950
Cette page concerne l'année 950  du calendrier julien. Pour l'année 950 av. J.-C., voir 950 av. J.-C. Pour le nombre 950, voir 950 (nombre).
L'année 950 est une année commune qui commence un mardi.

## Événements
- Août : début d'une offensive de l'émir Hamdanide d'Alep Ali Sayf al-Dawla. Son armée traverse la Cappadoce et menace Constantinople. Il doit se retirer à l'approche de l'hiver[1].
- 26 octobre : Sayf al-Dawla tombe dans une embuscade tendue par le domestique des Scholes, Bardas Phocas. Une grande partie de son armée est tuée ou capturée[1].

- Raid khmer contre le royaume du Champâ. La cité sainte de Nha Trang est pillée et la statue d'or de la déesse du temple de Po Nagar emportée. Le Champâ parvient cependant à repousser l'attaque[2].

### Europe
- Le roi Otton et le duc Conrad le Roux organisent une entrevue entre Louis IV d'Outremer et Hugues le Grand sur les bords de la Marne. Le duc des Francs fait sa soumission et cède la tour qu’il détient à Laon. Mais le roi étant tombé malade à Laon, Hugues en profite à la fin de l'année pour se faire remettre une tour dans la cité d’Amiens, ce qui était violer les conventions passées avec Arnoul de Flandre, allié du roi[3].

- Octobre : mention du château comtal de Melle en Poitou[4].
- 22 novembre : Bérenger d’Ivrée fait empoisonner Lothaire et reprend son trône[5].
- 15 décembre : couronnement de Bérenger II d’Ivrée roi d’Italie (fin en 961). Son fils Adalbert est associé au trône[5].
- Décembre : pèlerinage à Rome de l'abbé Sunyer de de Cuxa ; il obtient d'Agapet II une bulle qui place l'abbaye Saint-Michel de Cuxa sous la protection du pape et lui un statut d'exemption[6].

- Otton Ier, après quatorze ans de lutte contre le duc Boleslav de Bohême, parvient à imposer un lien de vassalité aux Tchèques[7].
- Les Hongrois attaquent la Bavière et la Franconie. Henri Ier de Bavière les expulse et les poursuit jusqu'en Hongrie où il délivre de nombreux prisonniers et revient avec un important butin[8].
- Fajsz, petit-fils d’Arpad, est mentionné comme prince des Hongrois par les Byzantins (fin en 955)[9].
- Les musulmans de Sicile reprennent l'offensive en Italie du Sud ; une flotte, dirigée par le gouverneur El-Hacen et l'affranchi Fareh, général du calife fatimide Al-Mansur, débarque en Calabre et fait un important butin (950-952) [10].